# Ashley Michael Westwood
Ashley Michael Westwood (Bridgnorth, Inglaterra, 31 de agosto de 1976) es un exjugador y entrenador de fútbol inglés. Actualmente dirige a la selección de Hong Kong.

## Carrera como jugador

### Crewe Alexandra
Nacido en Bridgnorth, Westwood comenzó su carrera amateur en el Manchester United y formó parte del equipo ganador de la FA Cup Juvenil de 1995. Nunca apareció en el primer equipo de los Red Devils, pero Dario Gradi descubrió el potencial del joven y se aseguró sus servicios para el Crewe Alexandra por una tarifa de £40.000.
Westwood se ubicó bien en el equipo de Segunda División. Jugó cincuenta partidos en la temporada 1996-97, incluida la final de la eliminatoria con victoria por 1-0 sobre Brentford que los llevó a la First Division.Sin embargo, sólo jugaría 22 partidos en la temporada 1997-98. Su gran momento con el club de Cheshire llegó el 13 de abril de 1998, anotó el primer gol de la victoria por 2-0 sobre sus rivales cercanos Stoke City en Gresty Road.

### Bradford City
En el verano de 1998, firmó con el Bradford City, y posteriormente un tribunal le otorgó al Crewe un pago de £150.000.En su primera temporada, los Bantams ascendieron a la Premier League como subcampeones de la First Division. En la máxima categoría, jugó solamente cinco encuentros y otros dos más en la Copa Intertoto de la UEFA. Sin embargo, con la llegada de Chris Hutchings se vieron reducidas sus oportunidades.

### Sheffield Wednesday
Westwood se unió al Sheffield Wednesday con un préstamo por un mes en agosto;Paul Jewell se había cambiado a los Owls y se lo llevó con él de forma permanente por £150.000.En la segunda temporada, el club luchaba por la supervivencia en la First Division y Jewell ya se había marchado al Wigan Athletic. Westwood jugó 33 partidos y ayudó al club a llegar a las semifinales de la Copa de la Liga. Comenzó a sufrir una lesión en la ingle en octubre de 2002 que lo impidió disputar sus encuentros con normalidad.

### Northampton Town
En julio de 2003, firmó con el Northampton Town.Firmó un nuevo contrato a finales del 2004, a pesar de que todavía sufría una lesión en los ligamentos de la rodilla, que databa del mes de abril.Dejó el club al final de la temporada 2005-06 después de que no le ofrecieran un nuevo contrato.

### Chester City
En julio de 2006, fichó por el Chester City que era dirigido por Mark Wright.En marzo de 2007, se unió al Swindon Town en calidad de préstamo por el resto de la temporada para brindar la cobertura que tanto necesitaba el club de Wiltshire.La temporada terminó con Westwood jugando como defensa central con Jamie Vincent, lo que ayudó a Swindon a ganar el ascenso de la League Two con un tercer puesto.De igual manera, fue incluido en la lista de transferencias del Chester de mutuo acuerdo en agosto de 2007.Dejó el club el 30 de agosto para unirse al Port Vale de la League One en un contrato temporal a corto plazo.Regresó a Chester en diciembre de 2007, antes de unirse a Stevenage en una transferencia gratuita al comienzo de la ventana de transferencia de enero de 2008.

### Etapa en la National League
Después de una prueba con el Lincoln City, se unió al Wrexham de la National League, convirtiéndose en uno de los primeros fichajes del nuevo entrenador Dean Saunders, con quien Westwood jugó en el Bradford City.En julio de 2009 firmó una ampliación de contrato, manteniéndolo en el club galés durante la temporada 2009-10.Al final de la temporada, Westwood se mudó al Kettering Town para estar más cerca de su familia.
Westwood dejó Kettering de mutuo acuerdo en enero de 2011 y se le concedió permiso para entrenar en su antiguo club Crewe Alexandra. El cuerpo técnico quedó impresionado con su estado físico y lo recompensó con un contrato a corto plazo, manteniéndolo en el club hasta el final de la temporada.En agosto de 2011 acordó pasar un mes a prueba en su antiguo club Northampton Town y rápidamente se unió sin términos contractuales.Después de cinco apariciones, se le otorgó un contrato hasta fin de año.Sin embargo, fue despedido por el nuevo entrenador Aidy Boothroyd en diciembre, después de haber jugado 20 partidos.
En la temporada 2011-12, el Kettering Town de la National League atravesó una crisis financiera, y el técnico interino Mark Cooper abandonó el club el 18 de enero después de que sus jugadores no pagaran. Tres días después, Westwood fue anunciado como entrenador temporal del club a pesar de que estaba inscrito como jugador.Después de que le dijeron que su trabajo estaba asegurado hasta el final de la temporada, el equipo no logró cambiar las cosas y descendió al último lugar después de haber concedido 100 goles en 46 partidos de liga.
En mayo de 2012, firmó un contrato de juego de un año con el Lincoln City, también en la National League.El técnico del club, David Holdsworth, permitió a regañadientes que Westwood abandonara el club el 6 de julio de 2012, al no haber pateado un balón para los Imps.
El 6 de julio de 2012, poco más de un mes después de fichar por el Lincoln, aceptó una oferta de Michael Appleton para unirse al cuerpo técnico del Portsmouth de la League One. La situación financiera del club obligó a volver a jugar en la temporada 2012-13. Sin embargo, su única aparición fue en la derrota por 3-0 en la Copa de la Liga ante el Plymouth Argyle en Home Park en el día inaugural de la temporada.

## Carrera como entrenador
El 7 de noviembre de 2012, Westwood acompañó a Michael Appleton en su experiencia en el Blackpool del EFL Championship para trabajar como su asistente técnico.El 11 de enero de 2013, siguió nuevamente a Appleton cuando se convirtió en el entrenador del Blackburn Rovers durante 67 días.

### Bengaluru FC
El 2 de julio de 2013 se anunció que Westwood había firmado para ser el entrenador del Bengaluru FC en la I-League de la India.El 21 de abril de 2014, Westwood llevó al club a obtener el título de la I-League 2013-14 en su primera temporada luego de vencer al Dempo por 4-2 en el estadio Fatorda.La siguiente temporada, Bengaluru obtuvo la Copa Federación de la India, luego de vencer nuevamente al Dempo en una instancia definitoria.
Westwood llevó a Bengaluru de regreso al título de la I-League en 2015-16 con una jornada de anticipación.El 31 de mayo de 2016, dejó su cargo como entrenador de mutuo acuerdo con la dirigencia.

### Penang FA
El 28 de noviembre de 2016, se anunció que Westwood asumiría el cargo de entrenador del Penang FA de la Superliga de Malasia.Sin embargo, su contrato fue cancelado de mutuo acuerdo el 19 de marzo tras un mal comienzo de la temporada 2017.

### ATK
El 7 de julio de 2017, Westwood fue nombrado como director deportivo del ATK de la Superliga india.Luego de que Teddy Sheringham fuese despedido, asumió como entrenador interino del club en enero de 2018.Se hizo cargo de siete partidos de la temporada 2017-18, registrando solo un punto, antes de que Robbie Keane fuera nombrado entrenador del club el 3 de marzo.

### RoundGlass Punjab
El 16 de julio de 2021, Westwood se unió al club RoundGlass Punjab de la I-League como entrenador.Presentó su renuncia el 21 de marzo de 2022, a mitad de la temporada 2021-22.

### Afganistán
El 8 de noviembre de 2023, Westwood fue nombrado entrenador de la selección de Afganistán. En agosto de 2024, presentó su renuncia al cargo para marcharse a dirigir a un nuevo seleccionado asiático.

### Hong Kong
El 28 de agosto de 2024, asumió al frente de la selección de Hong Kong.

## Clubes

### Como jugador
| Club                  | País       | Año       |
| --------------------- | ---------- | --------- |
| Crewe Alexandra       | Inglaterra | 1995-1998 |
| Bradford City         | Inglaterra | 1998-2000 |
| Sheffield Wednesday   | Inglaterra | 2000-2003 |
| Chester City          | Inglaterra | 2006-2008 |
| Swindon Town (cedido) | Inglaterra | 2007      |
| Port Vale (cedido)    | Inglaterra | 2007      |
| Stevenage             | Inglaterra | 2008      |
| Wrexham               | Gales      | 2008-2010 |
| Kettering Town        | Inglaterra | 2010-2011 |
| Crewe Alexandra       | Inglaterra | 2011      |
| Northampton Town      | Inglaterra | 2011      |
| Kettering Town        | Inglaterra | 2012      |
| Lincoln City          | Inglaterra | 2012      |
| Portsmouth            | Inglaterra | 2012      |

### Como entrenador
| Club                    | País       | Año           |
| ----------------------- | ---------- | ------------- |
| Kettering Town          | Inglaterra | 2012          |
| Bengaluru FC            | India      | 2013-2016     |
| Penang FA               | Malasia    | 2016-2017     |
| ATK                     | India      | 2018          |
| RoundGlass Punjab       | India      | 2021-2022     |
| Selección de Afganistán | Afganistán | 2023-2024     |
| Selección de Hong Kong  | Hong Kong  | 2024-presente |

## Palmarés

### Como entrenador

#### Campeonatos nacionales
| Título                      | Club         | País  | Año     |
| --------------------------- | ------------ | ----- | ------- |
| I-League                    | Bengaluru FC | India | 2013-14 |
| Copa Federación de la India | Bengaluru FC | India | 2014-15 |
| I-League                    | Bengaluru FC | India | 2015-16 |